# Magny-Montarlot
Magny-Montarlot è un comune francese di 225 abitanti situato nel dipartimento della Côte-d'Or nella regione della Borgogna-Franca Contea.

## Società

### Evoluzione demografica
Abitanti censiti